# Alquerque
L'Alquerque o Quirkat è un antichissimo gioco da tavolo astratto, probabilmente originario del Medio Oriente. È un antenato della dama e di numerosi altri giochi, tra cui il fanorona, gioco nazionale del Madagascar.

## Storia
Le origini dell'Alquerque non sono note. I primi riferimenti scritti al gioco risalgono al X secolo, ma si ritiene che il gioco esista da molto prima. Alcune incisioni che riprendono il tavoliere dell'Alquerque risalgono al XIV secolo a.C.; la più nota si trova nel soffitto del tempio di Kurna, in Egitto.
Il gioco viene menzionato nell'opera in 24 volumi Kitab al-Aghani ("Libro delle canzoni") di Abū l-Faraj al-Iṣfahānī (X secolo). La prima descrizione delle regole appare invece nel Libro de los juegos commissionato da Alfonso X di Castiglia (XIII secolo). Un altro insieme di regole, più dettagliato, si trova nel libro Board and Table Games of Many Civilizations di R. C. Bell.

### Tavoliere e pezzi

Disegno del tavoliere

## Regole

### Regole di Alfonso
Al proprio turno, il giocatore sposta uno qualsiasi dei propri pezzi in una casella adiacente vuota. Un pezzo può saltare un pezzo avversario, mangiandolo, se quel pezzo è adiacente e la casella successiva è vuota (come nella dama). Sono permesse (e obbligatorie, se possibili) catture multiple.  Se un giocatore non esegue una cattura avendone la possibilità, il suo pezzo viene "soffiato" (ovvero eliminato dal gioco).
Vince chi elimina tutti i pezzi avversari.

### Regole di Bell
Bell aggiunse alcune regole:
- i pezzi non possono muovere all'indietro, ma possono mangiare all'indietro
- un pezzo non può tornare a una casella in cui è stato precedentemente nella stessa mossa
- si può ottenere la vittoria anche se l'avversario non è più in grado di muovere.